# (528381) 2008 ST291
2008 ST291 — крупный транснептуновый объект. Открыт 24 сентября 2008 года Майклом Брауном, Дэвидом Рабиновичем и Мэг Швамб.
Хотя орбитальные характеристики этого объекта определены довольно приближённо, расчёты дают, что он прошёл перигелий 29 октября 1954 года. Орбита 2008 ST291, так же как орбиты 2015 RR245, 2014 FE72 и 2014 UZ224, полностью находится дальше орбиты Нептуна.

## Физические характеристики
Величину альбедо 2008 ST291 можно только предполагать, поэтому его диаметр может находиться в пределах от 350 км до 783 км.

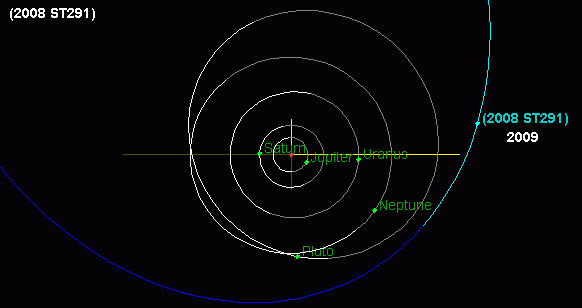

По другим данным, диаметр 2008 ST291 составляет 640 км. При абсолютной магнитуде 4,4 и альбедо 9% диаметр объекта составит 578 км.

## В культуре
- В романе Роберта Ибатуллина «Роза и червь» описывается вымышленный мир будущего, в котором с транснептунового объекта 2008 ST291 координируются наблюдения инопланетной цивилизации за Солнечной системой.